# Bernhard Albinus
Pour les articles homonymes, voir Albinus.
Bernhard Albinus, né à Dessau (Anhalt) le 7 janvier 1653 et mort à Leyde le 7 septembre 1721, est un médecin allemand. 
Il est le père de Bernhard Siegfried Albinus (1697-1770) de Christian Bernhard Albinus (1696-1752) et de Frederik Bernard Albinus (1715-1778).

## Biographie
Un des médecins les plus considérés de son temps, il étudia l'art de guérir à Leyde, où il eut pour maîtres Charles Drelincourt et Theodor Craanen (de) et fut reçu docteur en 1676. Il voyagea aux Pays-Bas, en France et en Lorraine puis, en 1680, il fut appelé à occuper une chaire de médecine à Francfort-sur-l'Oder.
L'électeur de Brandebourg Frédéric-Guillaume réclama ses soins pour une hydropisie. Après sa guérison, il le nomma son premier médecin et son conseiller privé, fonctions qu'il occupa jusqu'à la mort du prince, en 1683. Il revint ensuite prendre sa chaire à Francfort, où il inaugura, en 1684, un théâtre anatomique. En 1694, il rejeta les offres brillantes que lui fit l'université de Groningue puis accepta, en 1697, le poste de médecin du futur roi de Prusse, à Berlin. En 1702, grâce aux instances réitérées du comte de Wassenaar auprès du roi, il fut autorisé à se rendre à Leyde, où il occupa la chaire de médecine théorique et pratique pendant dix-neuf ans.
Il doit son nom, Albinus, à un aeuïl ayant changé le nom initial de la famille : Weiss. 

## Éloges
Herman Boerhaave a prononcé son éloge et le dépeint comme un des médecins les plus habiles et les plus instruits qui aient existé.

## Publications
On a de lui plusieurs dissertations et mémoires qui furent très célèbres de son temps : 
- De corpusculis in sanguine contentis (1688) ;
- De Tarantulae mirâ vi (1791) ;
- De paracentesi thoracis et abdominis (1787).